# Solenopsis laeviceps
Solenopsis laeviceps är en myrart som beskrevs av Mayr 1870. Solenopsis laeviceps ingår i släktet eldmyror, och familjen myror.

## Underarter
Arten delas in i följande underarter:
- S. l. antoniensis
- S. l. laeviceps